# 紀元前200年代

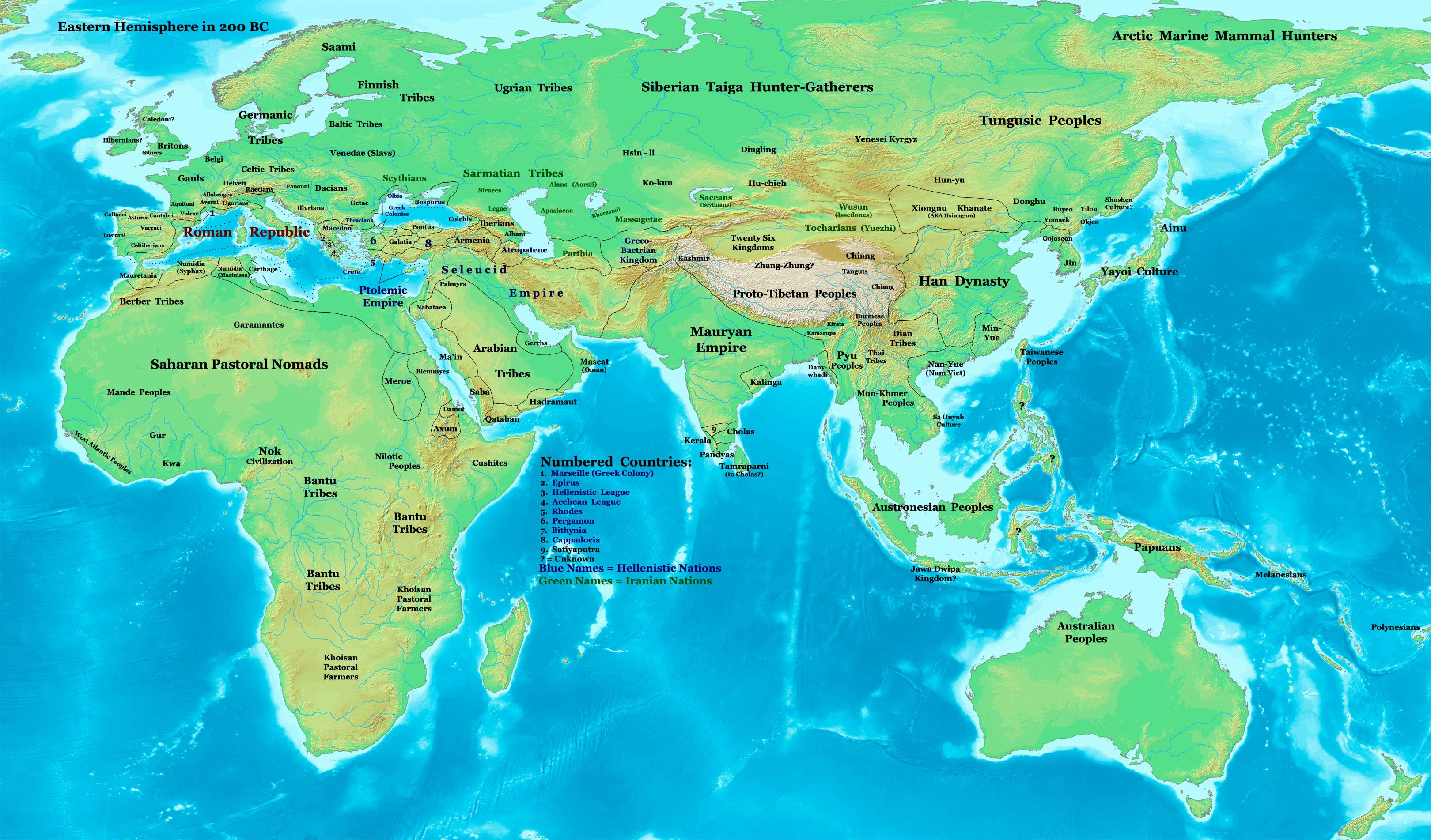
紀元前200年代の東半球

紀元前200年代（きげんぜんにひゃくねんだい）は、西暦による紀元前209年から紀元前200年までの10年間を指す十年紀。

## できごと
- 漢帝国が建国された。
- ローマ帝国が第二次ポエニ戦争でハンニバル率いるカルタゴと戦い、スペインとシシリアからカルタゴ軍を駆逐した。
- 死海文書が書かれ始めた。
- 匈奴が漢と講和し、冒頓単于の下で最大の勢力範囲となった。

### 紀元前209年
- 項羽、劉邦ら挙兵す。
- 冒頓、匈奴の単于に即位する。

### 紀元前206年
- 秦滅ぶ。

### 紀元前202年
- ザマの戦い。
- 垓下の戦い（前漢の成立）。